# Spekulationsblase

Kursverlauf der Dotcom-Blase an der NASDAQ

Aktienmarktcrash nach dem Platzen der US-amerikanischen Immobilienblase im Herbst 2008

Als Spekulationsblase (auch Finanzblase oder Blase; von englisch: speculative bubble, economic bubble, financial bubble) wird in der Makroökonomie eine Marktsituation bezeichnet, in der die Preise eines oder mehrerer Handelsgüter (zum Beispiel Rohstoffe oder Nahrungsmittel), Vermögensgegenstände (Immobilien und Wertpapiere wie zum Beispiel Aktien oder Anleihen) bei hohen Umsätzen über ihrem inneren Wert (auch: Fundamentalwert oder intrinsischer Wert) liegen.

## Allgemeines
Märkte zeigen im Falle von Spekulationsblasen ein wiederkehrendes Muster von bei hohen Umsätzen stark steigenden und dann zusammenbrechenden Preisen bis hin zum Börsenkrach (englisch bubble-and-crash pattern). Dieses Preisbewegungsmuster ist nicht auf die modernen, stark vernetzten Finanzmärkte beschränkt, sondern wurde beispielsweise schon im 17. und 18. Jahrhundert als Folge der Tulpenmanie, der Mississippi- und der Südseeblase dokumentiert.
Mit Zunahme der Vernetzung der internationalen Finanzmärkte stieg auch das Interesse der Wirtschaftswissenschaft an der Analyse dieser Phänomene, insbesondere weil diese (extremen) Preisbewegungen als problematisch für die gesamte Volkswirtschaft angesehen werden. Die Marktpreise beeinflussen Investitionsentscheidungen der Marktteilnehmer und haben direkte Auswirkungen auf die Kapitalkosten der Unternehmen. In der Folge können extreme Preisbewegungen, wie sie bei bubble-and-crash patterns in der Finanzwirtschaft zu beobachten sind, auf die Realwirtschaft übergreifen und diese negativ beeinflussen. Dieser Zusammenhang wird auch als Übertragungseffekt (englisch spillover effect) bezeichnet.

### Ablauf
Hyman P. Minsky beschrieb die Märkte des 20. Jahrhunderts als ein System der finanziellen Instabilität basierend auf der Hypothese, dass das Bankensystem bereit ist, Kredite auf der Basis der Profitabilität der Projekte ihrer Kunden sowie deren Bonität zu vergeben. Im Aufschwung steigen die erwarteten künftigen Gewinne und Unternehmen sind bereit, höhere festverzinsliche Investitionen zu tätigen, so dass deren Kreditnachfrage steigt. Diese Nachfrage bedienen die Banken bereitwillig, weil sie mit niedrigeren Ausfallraten und höheren Gewinnen rechnen. Kreditausweitung wird als pro-zyklische Entwicklung betrachtet, das heißt, dass in einer Phase des wirtschaftlichen Aufschwungs steigende Gewinne insgesamt zu einem höheren Kreditvolumen führen. Das steigende Kreditvolumen führt wiederum zu einer Ausweitung des Marktes im Sinne einer positiven Rückkopplung: steigende Kredite führen zu steigendem Wachstum, diese führen zu höheren Gewinnerwartungen die wiederum zu höherer Kreditnachfrage führen.
Im Laufe der Zeit verändert sich die Kapitalstruktur der Unternehmen und damit auch die Qualität der Schulden bzw. der Kreditsicherheiten, womit das Risiko steigt. Das System wird in Phasen kontinuierlichen Wachstums zunehmend instabiler. Minsky identifiziert in diesem Zusammenhang drei unterschiedlichen "Qualitäten" der Kreditfinanzierung:
1. Hedge-Finanzierungen (hedge financing) sind solche, bei der Unternehmen in der Lage sind, Zins und Tilgung aus dem Cash Flow zu bedienen.
2. Spekulative Finanzierungen (speculative financing) bezeichnet Kredite, bei denen die Zinsen aber nicht die Tilgung aus dem Cash Flow bedient werden können.
3. Ponzi-Finanzierungen (ponzi financing) bei der weder Zins noch Tilgung aus dem Cash Flow finanziert werden können und diese aus Neukreditaufname bedient werden. Benannt nach dem Betrüger Charles Ponzi.

Charles P. Kindleberger entwarf ein Modell, das darauf aufbauend den Ablauf oder die "Anatomie" einer typischen Spekulationsblase als Abfolge von fünf Phasen beschreibt:
1. Verlagerung (displacement): In der ersten Phase verschieben sich Gewinn- und Renditechancen zwischen den Wirtschaftssektoren, häufig ausgelöst durch einen exogenen Schock. Typische Beispiele für Verlagerungen sind technischer Fortschritt (Eisenbahn, Internet), Finanzinnovationen (Derivate), institutionelle Transformation (Deregulierung) oder Krieg.
2. Kreditschaffung (expansion, boom): Ausgelöst durch die Verlagerung wächst die Wirtschaft allgemein, was zu einer Ausweitung des Kreditvolumens führt. In dieser Phase dominiert die Hedge-Finanzierung.
3. Euphorie (euphoria): Diese Phase ist durch selbsterfüllende Prophezeiung gekennzeichnet, in der die optimistischen Erwartungen zu einem steigenden Wachstum führen. Steigende Immobilien- und Wertpapierpreise erhöhen das private Vermögen und die Konsumausgaben, die wiederum zu höherer Kreditnachfrage und sinkenden Finanzierungskosten führen. Mit steigender Kreditfinanzierung (Leveraging) steigt auch das Risiko für Kreditausfälle, so dass in dieser Phase spekulative und Ponzi-Finanzierungen steigen. Tendenziell wird das systemische Risiko unterschätzt.
4. Kritische Phase (distress, crisis): In dieser Phase nehmen die Bedenken bezüglich der Preise für Vermögenswerte zu und die Marktakteure fangen an, das implizite Risiko im Finanzsystem wahrzunehmen und zu hinterfragen. Die Banken sehen sich dazu veranlasst, die Risikomargen zu erhöhen und das Kreditangebot zu senken. Dies führt wiederum dazu, dass Unternehmen Probleme bekommen, ihre Kredite zu bedienen und ihre Investitionen zu finanzieren bis hin zur Einschränkung der Produktion aufgrund gesunkenen Netto-Umlaufvermögens.
5. Abscheu (revulsion, panic-crash): In dieser Phase schließlich brechen die Preise für Vermögenswerte ein. Die dadurch entstehende Schuldendeflation, das Verhältnis von Vermögenswerten zu Schulden in einem Unternehmen sinkt, verstärkt die finanzielle Schieflage und macht es den Unternehmen zunehmend schwieriger, ihren finanziellen Verpflichtungen nachzukommen. Wenn die Marktteilnehmer sich gezwungen sehen, werthaltige Vermögenswerte zu veräußern, um ihre Schulden zu bedienen, sinken die Preise für Vermögenswerte insgesamt, was zu einem Einbruch des Marktes führt.

## Ursachen und Entstehung
Die Ursachen für das Entstehen und Platzen von Spekulationsblasen sind nicht eindeutig und Gegenstand kontroverser wirtschaftswissenschaftlicher Diskussionen. Das grundlegende Problem ist die Fundamentalwertermittlung, da es keine einheitliche Ermittlungsmethode gibt. Im Rahmen von Modellen, die auf Markteffizienzhypothese und Theorie der rationalen Erwartungen aufbauen, wie beispielsweise die moderne Portfoliotheorie oder das Capital Asset Pricing Model, können Spekulationsblasen nicht erklärt werden. Sofern Marktteilnehmer über vollständige Informationen verfügen und rational handeln, strebt der Markt grundsätzlich ein Gleichgewicht an und die Volatilitäten sind normalverteilt. Der Theorie zufolge entspricht der Preis eines Vermögensgegenstandes den Barwerten zukünftiger erwarteter Zahlungsströme. Märkte sind demnach effizient und im Gleichgewicht, wenn sich die Preise lediglich durch geänderte Erwartungen bezüglich zukünftiger Zahlungsströme aufgrund neuer Informationen verändern. Kurzfristig könnten Überbewertungen entstehen, die aber von einigen Marktteilnehmern erkannt und durch entsprechendes Handeln (z. B. Leerverkauf) beendet würden.
Ein auf den genannten Modellen basierender Markt zeigt zufällige Kursbewegungen. Empirisch beobachtet werden in realen Märkten jedoch Verläufe die eher Verteilungen mit schweren Rändern zeigen. Benoit Mandelbrot beschrieb in seinen Arbeiten über Kursveränderungen von Aktien, Baumwolle und anderer Handelswaren, dass diese einer Lévy-Verteilung folgen, skalenfrei und selbstähnlich (fraktal) sind. In Verteilungen dieser Art sind Blasen und Crashes zwar seltene aber zu  erwartende Ereignisse. Die Arbeiten Mandelbrots werden in der Ökonomie weitgehend ignoriert und extreme Marktbewegungen abnormalen Ereignissen oder Schocks zugeschrieben.
Verbreitet ist die Annahme, dass Spekulationsblasen ein Beleg für fehlende Markteffizienz, irrationales Verhalten der Marktakteure sowie hohe Unsicherheit an realen Märkten wären.
Für die Entstehung von Blasen werden in der Literatur folgende mögliche Ursachen diskutiert.

### Begrenzte Rationalität
In der Verhaltensökonomik wird den Marktteilnehmern begrenzte Rationalität unterstellt. Diese Annahme führt zu der Hypothese, dass kognitive Schwierigkeiten bei der Umsetzung theoretischer Preismodelle zu kurzfristigen Fehlbewertungen und damit Blasen führen. Ausgehend von den Arbeiten Kahnemans und Tverskys, und später De Bondt und Thaler, fand man heraus, dass Menschen nicht in der Lage sind, schnell und rational auf sich verändernde Gegebenheiten, in diesem Fall Markttrends, zu reagieren. Sie bevorzugen, zu glauben, was sie schon vor dem Trendwechsel glaubten, weil sie andernfalls ihre grundlegenden Annahmen und Verhaltensweisen in Frage stellen müssten. Kahnemann und Tversky postulieren in ihrer Prospect Theory eine Asymmetrie zwischen Gewinnen und Verlusten. Der ökonomische Nutzen leitet sich nicht aus absolutem Vermögen, sondern relativen Gewinnen und Verlusten ab. Werden Anleger mit sicheren Gewinnen konfrontiert, verhalten sie sich risikoavers, während sie bei sicheren Verlusten risikofreudiger werden.

### Greater Fool
Die Greater Fool-Hypothese (englisch für größerer Narr) geht davon aus, dass am Markt immer jemand bereit ist, einen noch höheren Preis zu bezahlen. Wenn ein individueller Investor also bereits wissentlich einen Preis über dem inneren Wert bezahlt hat, geht er davon aus, dass er das Investment zu einem noch höheren Preis wieder verkaufen kann, er also einen noch größeren Narren findet. Um einen kumulativen Effekt, also eine längerfristige Fortsetzung dieses Mechanismus, zu erzeugen, muss bei den Investoren eine Überschätzung der eigenen Fähigkeit, Investitionsobjekte korrekt zu bewerten, impliziert werden. Die Investoren überschätzen in der Folge die Anzahl derjenigen, die bereit sind, noch höhere Preise zu bezahlen. Wenn niemand mehr bereit ist, diese überhöhten Preise zu akzeptieren, kommt es der Hypothese zufolge zur Preiskorrektur. Die systematische Überschätzung der eigenen Fähigkeiten wird in der Sozialpsychologie als selbstwertdienliche Verzerrung (englisch: self-serving bias) bezeichnet.

### Institutionalisierung und Herdenverhalten
In der sozialwissenschaftlichen Literatur wird Institutionalisierung als Bindung des individuellen Verhaltens an soziale Normen bezeichnet. Individuelle Anleger verlassen sich hierbei nicht auf ihre eigene Wahrnehmung, sondern orientieren sich zumindest teilweise an ihrer Umwelt und folgen dem Verhalten anderer (Herdenverhalten) (englisch herding). Dies muss nicht über festgeschriebene oder vereinbarte Regeln (wie beispielsweise dem Rechtssystem) erfolgen, sondern kann spontan entstehen und über einen längeren Zeitraum anhalten, auch wenn dieses Verhalten irrational ist. Ein beschriebener Mechanismus ist das sogenannte positive feedback trading bei dem Anleger ihre Entscheidung auf Basis historischer Performance fällen, d. h. sie kaufen bei steigenden Kursen und verkaufen bei fallenden. Die Anleger folgen dem Markt oder der Herde.
Die Untersuchungen zum Herdenverhalten im Finanzmarkt kann in vier sich überschneidende Kategorien eingeteilt werden:
1. Informational cascades (Informationskaskaden): Anleger ignorieren ihre eigenen Informationen oder spielen sie herunter und entscheiden sich, das Verhalten anderer Anleger zu imitieren. Die aggregierten Informationen der Masse überwiegen jede private Information, die das Individuum hat. Dieser Effekt ist übertragbar auf andere Anleger und kann so zu einem Dominoeffekt führen.
2. Reputational herding (Reputationsherdenverhalten): Anleger folgen anderen Anlegern mit hoher Reputation bzw. gutem Ruf.
3. Investigative herding (Nachforschungsherdenverhalten): Anleger bzw. Analysten untersuchen Dinge in der Annahme, dass andere dies in Zukunft auch tun werden.
4. Empirical herding (Empirisches oder statistisches Herdenverhalten): Anleger folgen der Herde ohne spezifisches Modell oder Erklärung, sondern setzen auf das von anderen erzeugte Momentum. Im Sinne des Positive Feedback Trading setzen Anleger beispielsweise auf schon früher gut gelaufene Investitionen.

### Spekulation
Spekulatives Verhalten bezieht seine Motivation aus dem Streben nach einem (finanziellen) Gewinn. Die Preise am Markt bilden diese Erwartungen ab. Spekulativ handelnde Teilnehmer gehen davon aus, dass sich nicht alle Marktteilnehmer rational verhalten und ein späterer Gewinn unabhängig vom inneren Wert ist. Es handelt sich hierbei praktisch um eine Wette auf steigende Preise.

### Inflation
Manche Ökonomen sind der Ansicht, dass Spekulationsblasen dieselben Ursachen haben wie die Inflation. Die Theorie steht allerdings nicht in Einklang mit der Beobachtung, dass sich Spekulationsblasen auch in Zeiten niedriger Inflation bilden können.

## Kennzeichen
Robert Shiller beschreibt als Kennzeichen für Spekulationsblasen:
- einen starken Anstieg der Kurse
- das Kursieren von Informationen über vermutete Gründe und Rechtfertigungen für die hohen Preise
- eine erhebliche Anzahl von Personen, die berichten, wie viel Geld sie an der Börse verdienen
- eine erhebliche Anzahl von Personen, die neidisch sind und sich ärgern, nicht eingestiegen zu sein
- eine diese Trends verstärkende Berichterstattung der Medien

## Experimentelle Märkte
Experimentelle Märkte sind Modelluntersuchungen, anhand derer die möglichen Ursachen für das Entstehen und Platzen von Spekulationsblasen im Labor getestet werden. In der Literatur wird die 1988 unter dem Titel Bubbles, Crashes, and Endogenous Expectations in Experimental Spot Asset Markets veröffentlichte Studie von Smith, Suchanek und Williams als wegweisend und grundlegend für nachfolgende, experimentelle Untersuchungen angeführt. Ziel ist es, zu untersuchen, welche Parameter und Bedingungen Einfluss auf die Bildung von Blasen haben. Variiert werden unter anderem die Qualifikation und die Zusammensetzung der Teilnehmer, die Dividendenstruktur, die Marktmechanismen, die den Marktteilnehmern zur Verfügung stehenden Informationen, die monetären Anreize und die Anzahl und Art der Märkte, die gleichzeitig oder sequentiell arbeiten. In den meisten Fällen entstehen Blasen, und eindeutige Ursachen dafür konnten bislang nicht identifiziert werden. Als Parameter mit dem größten Potential zur Verhinderung von Spekulationsblasen werden die Frequenz der Dividendenausschüttung, der Prozess zur Ermittlung des Fundamentalwertes und die Erfahrung der Marktteilnehmer genannt.

## Beispiele
- 1637: Am 7. Februar platzt die seit zirka 1634 andauernde Tulpenzwiebelspekulation in Holland.
- 1700: Die Darién-Gesellschaft kann  nach Scheitern des Projekts ihre Anteile nicht mehr einlösen.
- 1720: Spekulation mit den Anteilscheinen der Mississippi-Kompanie in Frankreich (Mississippi-Blase, Mississippi Bubble)
- 1720: Spekulation mit den Anteilscheinen der South Sea Company in England (Südseeblase, South Sea Bubble)
- 1873: Eisenbahnspekulation in Nordamerika
- 1873: Am 9. Mai (Schwarzer Freitag) platzt die Blase der deutschen Gründerzeit: Gründerkrise.
- 1929: Am 24. Oktober (Schwarzer Donnerstag, engl. „Black Thursday“) brechen die Börsenkurse stark ein, der Crash kulminierte am Schwarzen Dienstag (englisch Black Tuesday, 29. Oktober), was die Great Depression und die Weltwirtschaftskrise auslöste.
- 1970er: Blase am Silbermarkt durch Silberspekulation der texanischen Gebrüder Hunt
- 1990: Die Aktien- und Immobilienblase der 1980er Jahre in Japan platzt
- 2000: Mitte März kulminiert die Spekulation mit Aktien der Internet- und Telekommunikationsbranche (Dotcom-Blase). In den drei Jahren darauf (also bis März 2003) brechen viele der Kurse um über 90 Prozent ein.
- 2007: Die Immobilienblase in den Vereinigten Staaten platzt. Diese sogenannte Subprime-Krise löst in einer Kettenreaktion eine Bankenkrise in den USA aus, der die Finanzkrise ab 2007 in den meisten Industrienationen folgt.